# Valdis Valters
Valdis Valters (rus. Валдис Беннович Валтерс ) (4. kolovoza 1957.) je bivši latvijski košarkaš.
Igrao je na mjestu organizatora igre.
Završio je studij politehnike u Rigi.

## Igračka karijera
Cijelu igračku karijeru je nastupao za riški VEF, a zadnje godine je igrao za Broceni.
U reprezentativnoj karijeri je nastupao za sovjetsku košarkašku reprezentaciju. Smatra ga se jednim od najvećih europskih košarkaša 1980-ih.
Raspadom SSSR-a je zaigrao za latvijsku reprezentaciju i sudjelovao je u izlučnim natjecanjima za OI 1992. Jedno vrijeme je igrao zajedno sa sinom u latvijskoj reprezentaciji.
Trenutno radi kao košarkaški trener. Vodio je brojne najtalentiranije igrače u latvijskoj povijesti. Utemeljio je košarkašku školu u Rigi, Valtera Basketbola Skola (VBS), danas znanu kao Keizarmezs.
Njegovi sinovi Kristaps i Sandis su također košarkaši.

## Nagrade i priznanja
- najbolji igrač EP 1981.
- sovjetsko priznanje "majstor športa međunarodne razine" 1981. (Мастер спорта международного класса)
- sovjetsko priznanje zaslužni majstor športa SSSR-a 1982.(Заслуженный мастер спорта СССР )
- 1983. je na utakmici protiv moskovskog Dinama postigao 69 pogodaka (konačni rezultat je bio 155:152)